# ニコロ・ファジョーリ
ニコロ・ファジョーリ（Nicolò Fagioli, 2001年2月12日 - ）は、イタリア・ピアチェンツァ出身のサッカー選手。ACFフィオレンティーナ所属。ポジションはミッドフィールダー。

## 経歴
地元クラブであるピアチェンツァで10歳の時にサッカーを始め、クラブの経営破綻にともない2011年にUSクレモネーゼの下部組織へ移籍した。ユースカテゴリを昇格し頭角を現すと、インテルから関心を寄せられトライアウトも受けたが、一家でユヴェントスファンだったこともあり2015年にユヴェントスの下部組織への加入を選んだ。
2018年7月、インターナショナル・チャンピオンズ・カップ2018でユヴェントスのトップチームで初出場を果たし、MLSオールスターゲームの試合では、PK戦で1人目のキッカーとしてPKを成功させた。9月24日、リザーブチームのU-23ユヴェントス対カッラレーゼ・カルチョ戦でセリエCデビューを果たした。10月には、ガーディアン紙が主催する有望な若手特集であるネクスト・ジェネレーションに選出された。
2019-20シーズンではU-23で起用されることが増え、初タイトルとなったコッパ・イタリア・セリエC決勝のテルナーナ・カルチョ戦で先発出場している。
2020年11月1日、カルチョ・レッコ1912戦でU-23チームでの初ゴールを挙げた。2021年1月27日、コッパ・イタリアのS.P.A.L.戦でトップチームデビューを果たすと、2月22日にはFCクロトーネ戦でセリエAデビューも果たした。
2021年8月31日、U-23で指導を受けたファビオ・ペッキアが監督を務めるセリエBのUSクレモネーゼへレンタル移籍。33試合に出場し、クレモネーゼのセリエA昇格に貢献した。
2022年10月31日、第12節のレッチェ戦でトップチーム初ゴールを決めた。続く第13節、インテルとの大一番イタリアダービーでシーズン初先発に抜擢され、2戦連続となるゴールを決めた。
2023年10月17日、FIGCはファジョーリに対してサッカーイベントへの賭博を禁止する項目に違反したとして12カ月の出場停止処分を下したことを明らかにした。最大3年間の出場停止処分の可能性もあったものの、情報の開示や捜査に協力的だったことに加え、ギャンブル依存症が精神科医により認められたこともあり、1万2500ユーロ（約200万円）の罰金に加え、ギャンブル依存症を克服するためのリハビリ施設に通うことでそのうちの5カ月は減刑され、実質的な出場停止期間は7カ月間となった。
2023年11月14日、ユベントスとの契約が2028年夏まで延長されたことが発表された。
しかし、監督がティアゴ・モッタに交代するとケフラン・テュラムやドグラス・ルイス、トゥーン・コープマイネルスといった選手の加入による競争で、出場機会が減少し、2025年2月3日、ACFフィオレンティーナへ一定の条件を達成すれば完全移籍となる条件で今シーズン末までの移籍が決定。

## 代表経歴
2022年1月24日、W杯欧州欧州予選プレーオフに向けた代表合宿に初召集された。2022年11月11日、サッカーイタリア代表に初選出された。
UEFA EURO 2024に選出

## タイトル

### クラブ
U-23ユヴェントスFC
- コッパ・イタリア・セリエC : 2019-20

ユヴェントスFC
- スーペルコッパ・イタリアーナ : 2020
- コッパ・イタリア：2回 (2020-21, 2023-24)